# Пугачёв, Анатолий Егорович
Анато́лий Его́рович Пугачёв (12 августа 1929, Московская область — 22 сентября 2013, Москва) — советский и российский хирург-уролог, доктор медицинских наук, профессор, заведующий отделом детской урологии НИИ урологии Минздрава Российской Федерации.

## Биография
Родился в 1929 году в деревне Рахманово Егорьевского района Московской области. В 1953 году окончил Московский 2-й медицинский институт. Работал ординатором, аспирантом и ассистентом в клинике детской хирургии.
С 1960 года руководит клиникой детской хирургии Института педиатрии Академии медицинских наук СССР.

## Научная деятельность
Получил звание доктора медицинских наук в 1961 году, профессора в 1962 году. Является автором свыше 120 научных работ, посвященных широкому кругу вопросов детской хирургии и анестезиологии. Подготовил 16 докторов и 56 кандидатов медицинских наук. Занимает должность научного редактора журнала «Урология».
Пугачев разработал многие разделы грудной хирургии детского возраста (сегментарная резекция легких с применением сшивающих аппаратов, хирургия пищевода у новорожденных и грудных детей и т. д.), хирургической гастроэнтерологии. Сконструировал аппарат для наложения механического межкишечного анастомоза у новорожденных. Открыл новые методы оперативного лечения атрезий тонкой, толстой и прямой кишки у новорожденных, хирургии различных заболеваний крови у детей. Внёс значительный вклад в развитие отечественной травматологии, урологии.
Более поздняя научная и врачебная деятельность Пугачева сосредоточена на детской и общей урологии. Его исследования различных урологических заболеваний легли в основу разработки новых, более эффективных оперативных вмешательств и консервативных методов лечения. Совместно с сотрудниками НИИ урологии обосновал методы дистанционной литотрипсии и показания к их применению у детей с мочекаменной болезнью.
При его активном участии построен 11-этажный корпус детской урологии в НИИ урологии, создан впервые в институте отдел детской урологии. В течение последних 20 лет отдел детской урологии НИИ урологии стал ведущим в России.
Более 12 лет А. Е. Пугачев был членом Высшей аттестационной комиссии Министерства высшего образования России. Возглавлял научное общество урологов Москвы.

## Заслуги
В 1988 году Пугачёву было присвоено звание заслуженного деятеля науки, он награждён орденами Почета, «За заслуги перед отечеством IV степени», Орденом Дружбы народов, медалями, знаком «Отличник здравоохранения», Почетными грамотами Верховного Совета СССР, Минздрава РФ, Академии медицинских наук. Стал почетным членом научных обществ урологов России, Чехословакии, Перу, член президиума научного общества урологов России, председатель секции по детской урологии при президиуме, межведомственном совете по урологии Минздрава РФ и РАМН.